# Малки, Ким
Кимберли Дуэйн (Ким) Малки (англ. Kimberly Duane "Kim" Mulkey; род. 17 мая 1962, Санта-Ана, Калифорния) — американская баскетболистка и баскетбольный тренер. Как игрок команды Луизианского технологического университета — чемпионка I дивизиона NCAA в сезоне 1981/82, обладательница приза имени Фрэнсис Померой Нейсмит (1984), в составе сборной США — Олимпийская чемпионка 1984 года, вице-чемпионка мира и чемпионка Панамериканских игр 1983 года. Как тренер студенческих команд — 4-кратная чемпионка I дивизиона NCAA (2004/5, 2011/12, 2018/19 — с командой Бэйлорского университета, 2022/23 — с командой Университета штата Луизиана), трёхкратный национальный тренер года по версиям «Ассошиэйтед Пресс» и Ассоциации баскетбольных журналистов США и двукратный национальный тренер по версии Ассоциации тренеров женского баскетбола, обладательница Приза Нейсмита вузовскому тренеру года (2012). Член Зала славы баскетбола (2020).

## Личная жизнь
Родилась в 1962 году в Калифорнии и выросла в деревне Тикфо (Луизиана). Отец, Лесли — бывший морской пехотинец и дезинсектор. Мать, Дрю — администратор в медицинской клинике и владелица частного косметического салона. Ким была старшей из двух дочерей, родившихся с разницей меньше чем в год.
С 1987 по 2006 год Ким Малки была замужем за Рэнди Робертсоном, бывшим игроком в американский футбол и тренером в Луизианском технологическом университете. В этом браке родились двое детей — дочь Макензи (в замужестве Фуллер) и сын Креймер. Макензи Робертсон четыре года выступала за баскетбольную команду Бэйлорского университета, одержав с ней 140 побед при 10 поражениях и выиграв чемпионат NCAA в 2012 году, а в дальнейшем присоединилась к административному штату команды.

## Игровая карьера
Начала играть в баскетбол в школе. В годы учёбы в старших классах четыре раза подряд выигрывала с командой Хаммондской старшей школы чемпионат Луизианы с общим балансом побед и поражений 136-5. Окончила школу лучшей в классе с высшими баллами по всем предметам.
Поступив в Луизианский технологический университет, продолжала выступать за его сборную на позиции разыгрывающего защитника, за годы учёбы одержав 130 побед при 6 поражениях. В сезоне 1980/81 завоевала с этой командой звание чемпионки Ассоциации межвузовского женского спорта (AIAW), а на следующий год — звание чемпионки NCAA (впервые разыгрывавшееся среди женских команд). Дважды включалась в символическую первую студенческую сборную страны (англ. Academic All-American), а в 1984 году была удостоена приза имени Фрэнсис Померой Нейсмит, присуждаемого лучшей баскетболистке-выпускнице ростом менее 5,5 фута (1,68 м). Играла также за Женская сборная США по баскетболу, выиграв с ней Олимпийский фестиваль 1981 года, Панамериканские игры 1983 года и Олимпийские игры 1984 года и став серебряным призёром чемпионата мира 1983 года. Окончила университет с наибольшим почётом (лат. summa cum laude).

## Тренерская карьера
По завершении учёбы Малки осталась в Луизианском технологическом университете в должности помощницы тренера женской баскетбольной команды. В 1996 году она стала заместителем главного тренера «ЛТУ Леди Текстерс» и оставалась на этом посту до завершения сезона 1999/2000. За время работы со сборной ЛТУ Малки один раз завоевала звание чемпионки NCAA (в сезоне 1987/88) и ещё трижды доходила с ней до финала национального первенства. В общей сложности за время, пока Малки была частью тренерской команды «Леди Текстерс», они одержали 403 победы при 63 поражениях.
В 2000 году перешла на должность главного тренера женской команды Бэйлорского университета (Техас). Из 17 сезонов, предшествовавших приходу Малки, «Леди Бэрс» окончили с отрицательным балансом 13, в том числе в сезоне 1999/2000 выиграв только 7 матчей. Однако с этого момента ситуация изменилась радикальным образом: после того как Малки заняла пост главного тренера команды и вплоть до конца её работы с «Леди Бэрс» они в общей сложности 21 раз выигрывали регулярный сезон или турнир плей-офф конференции Big 12, в том числе 18 в период с 2012 по 2021 год. За эти десять сезонов процент побед Бэйлора в женских баскетбольных соревнованиях составил 0,932, уступая только аналогичному показателю «Коннектикут Хаскис». «Леди Бэрс» трижды выиграли под руководством Малки первенство NCAA — в 2005, 2012 и 2019 годах, в том числе не потерпев ни одного поражения на пути к титулу в сезоне 2011/12 (баланс 40:0). Команда Бэйлора также окончила с лучшим результатом в NCAA (28:2) регулярный сезон 2019/2020, плей-офф которого был отменён из-за пандемии COVID-19. 19 воспитанниц Малки были выбраны в драфтах женской НБА, в том числе 9 — под 1-м общим номером. 18 февраля 2020 года, в своей 700-й игре с «Леди Бэрс», она одержала 600-ю победу в NCAA. Малки достигла рубежа в 600 побед быстрей, чем любой другой главный тренер баскетбольной сборной в I дивизионе NCAA, опередив Адольфа Раппа (которому для этого потребовались 704 игры) и Джино Оримму (716). В общей сложности к моменту расставания с «Леди Бэрс» она одержала с ними 632 победы при 104 поражениях. За эти годы она трижды становилась национальным тренером года по версии Ассоциации баскетбольных журналистов США (2011, 2012, 2019), дважды по версии «Ассошиэйтед Пресс» (2012, 2019) и по версии Ассоциации тренеров женского баскетбола (2012, 2019), а в 2012 году завоевала также приз Нейсмита университетскому тренеру года. В конференции Big 12 Малки признавалась тренером года восемь раз.
В 2021 году Малки вернулась в Луизиану, заняв пост главного тренера женской сборной Университета штата Луизиана. К этому моменту «Леди Тайгерс» пять раз за свою историю побывали в Финале четырёх чемпионатов NCAA, но ни разу не сумели завоевать чемпионское звание. Малки привела их к победе в сезоне 2022/23, во второй год работы с командой. В 2022 году она в третий раз за карьеру была названа тренером года по версии «Ассошиэйтед Пресс», за один сезон увеличив количество побед «Леди Тайгерс» с 9 до 26.

## Награды и звания
- Приз имени Фрэнсис Померой Нейсмит (1984).
- Первая всеамериканская студенческая сборная (1983, 1984)[3].
- Тренер года по версии Associated Press (2012, 2019, 2022).
- Тренер года по версии USBWA (2011, 2012, 2019).
- Тренер года по версии WBCA (2012, 2019).
- Приз Нейсмита университетскому тренеру года (2012).
- Национальный зал славы школьников (1985)[5].
- Зал славы женского баскетбола (2000, как игрок)[3].
- Зал славы баскетбола (2020, как тренер)[9].